# Meister der Lippborger Passion
Meister der Lippborger Passion ist der Notname eines westfälischen Malers der Spätgotik, dessen Tätigkeit auf die Zeit um 1470 bis 1480 datiert wird.
Der heute im LWL-Landesmuseum für Kunst und Kulturgeschichte in Münster befindliche Passionsaltar aus der Kirche von Lippborg ist der Notnamensgeber dieses unbekannten Künstlers. Er wird als herausragender Schüler des Meisters von Liesborn angesehen. Beide sind vom Meister des Schöppinger Altars niederländisch beeinflusst. Wichtiges weiteres Werk des Meisters der Lippborger Passion ist der Altar aus der Hohnekirche in Soest (um 1480).

## Weitere Werke
- Triptychon in der Kirche von Sünninghausen, (1470)
- Altarbilder in der Kirche von Lünen

## Belege
1. ↑  H. Busch: Meister des Nordens. Die altniederdeutsche Malerei 1450-1550. Hamburg 1943, S. 76 identifiziert den Meister von 1489 sowohl mit dem Meister von Liesborn wie auch mit dem Meister der Lippborger Passion.

| Personendaten    | Personendaten                        |
| ---------------- | ------------------------------------ |
| NAME             | Meister der Lippborger Passion       |
| KURZBESCHREIBUNG | westfälischer Maler der Spätgotik    |
| GEBURTSDATUM     | vor 1470                             |
| STERBEDATUM      | 15. Jahrhundert oder 16. Jahrhundert |